# Austin Blair

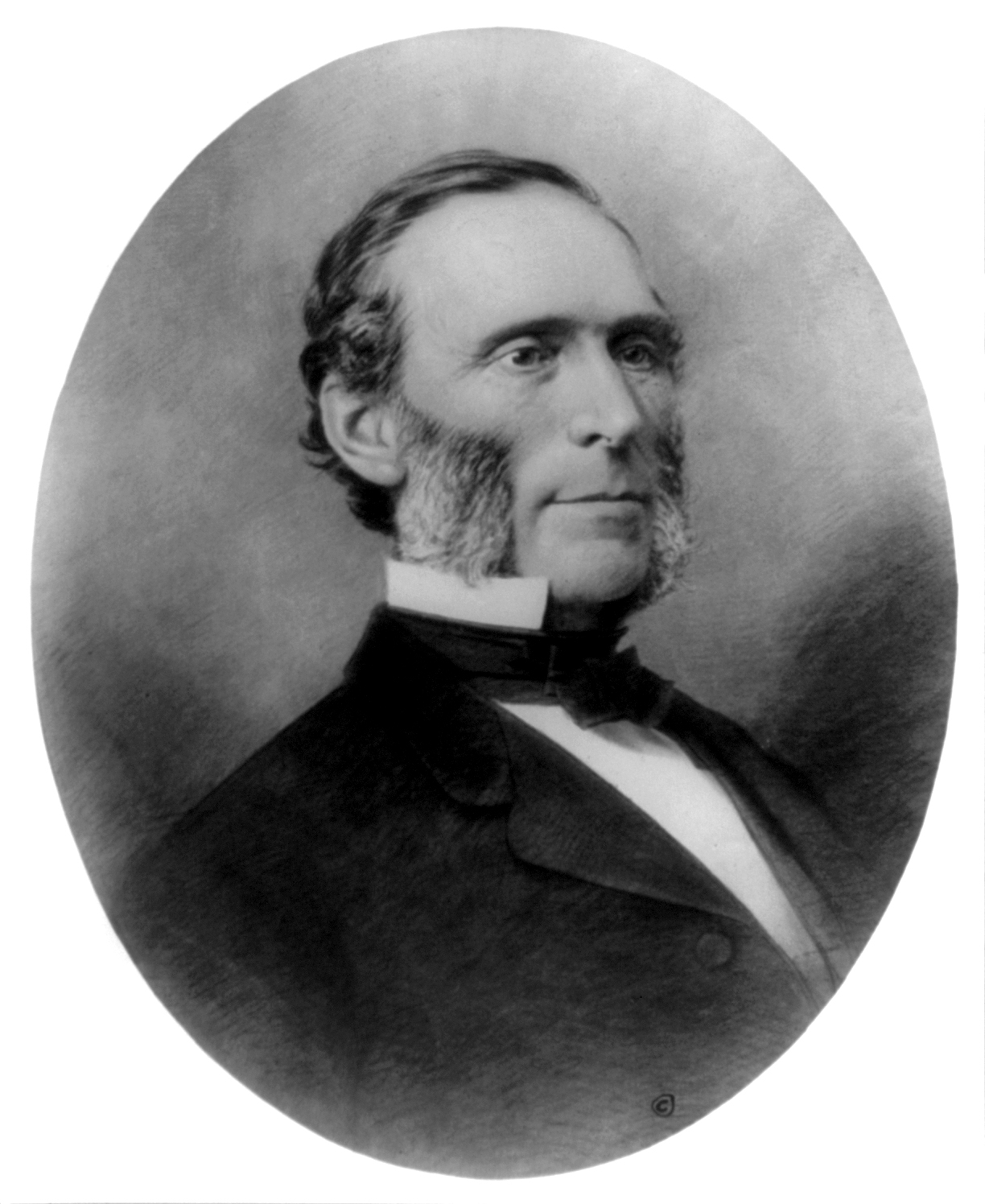
Austin Blair

Austin Blair (* 8. Februar 1818 in Caroline, Tompkins County, New York; † 6. August 1894 in Jackson, Michigan) war ein US-amerikanischer Politiker und von 1861 bis 1865 der 13. Gouverneur des Bundesstaates Michigan.

## Frühe Jahre und politischer Aufstieg
Austin Blair besuchte zunächst das Cazenovia Seminary, das Hamilton College in Clinton und dann bis 1837 das Union College in Schenectady. Nach einem anschließenden Jurastudium in Oswego wurde er im Jahr 1841 als Rechtsanwalt zugelassen. Im Jahr 1842 zog er nach Eaton Rapids in Michigan, wo er als Anwalt arbeitete.
Sein erstes öffentliches Amt bekleidete Blair als Verwaltungsangestellter im Eaton County. In jener Zeit war er Mitglied der Whigs, für die er auch zwischen 1845 und 1849 im Repräsentantenhaus von Michigan saß. Im Jahr 1852 wurde er Bezirksstaatsanwalt im Jackson County. Blair war im Jahr 1854 einer der Mitbegründer der Republikanischen Partei. Zwischen 1855 und 1856 war er als Vertreter seiner Partei Mitglied des Senats von Michigan. Im Jahr 1860 war er Delegierter zur Republican National Convention, auf der Abraham Lincoln als Präsidentschaftskandidat nominiert wurde. Im gleichen Jahr wurde er zum neuen Gouverneur von Michigan gewählt.

## Gouverneur und Kongressabgeordneter
Austin Blair trat seine neue Aufgabe am 2. Januar 1861 an. Nach einer Wiederwahl im Jahr 1862 konnte er bis zum 4. Januar 1865 im Amt bleiben. Fast seine gesamte Amtszeit wurde von den Ereignissen des Bürgerkrieges überschattet. Truppen mussten ausgehoben und ausgerüstet werden. Finanziert wurden diese Anstrengungen teilweise durch private Spenden von Bankern, Industriellen und anderen reichen Geschäftsleuten. Auch Blair selbst beteiligte sich an den Kriegsspenden. Der Gouverneur unterstützte die Kriegsanstrengungen der Bundesregierung rückhaltlos und mit vollem Einsatz. Er hat sogar die vorgegebenen Kontingente deutlich übertroffen. Auch die Industrie musste auf den Rüstungsbedarf umgestellt werden.
Nach dem Ende seiner Amtszeit blieb Blair politisch aktiv. Zwischen 1867 und 1873 war er Abgeordneter im US-Repräsentantenhaus. Dort war er Vorsitzender des Ausschusses für private Landansprüche (Committee on Private Land Claims) und von 1871 bis 1873 Vorsitzender der House Republican Conference. Ein späterer Versuch, noch einmal zum Gouverneur gewählt zu werden, war ebenso erfolglos wie seine Bemühungen, eine Richterstelle am Obersten Gerichtshof von Michigan zu erhalten. Blair war dann wieder als Anwalt tätig. Zwischen 1881 und 1889 saß er im Aufsichtsrat der University of Michigan. Er starb im Jahr 1894. Austin Blair war mit Sarah L. Ford verheiratet, mit der er vier Kinder hatte.